# Герхард фон Болхен-Узелдинген
Герхард фон Болхен-Узелдинген (на немски: Gerhard Herr von Bolchen und Useldingen; † сл. 18 септември 1416) от род Болхен, е господар на Болхен на Мозел в Лотарингия и Узелдинген (Юзелданж) в Люксембург.

## Произход
Той е син на Йохан фон Болхен-Узелдинген († сл. 1377) и съпругата му Ирмезинд/Ирмгард/Ермезинда фон Бланкенхайм († пр. 29 февруари 1396), вдовица на Йохан фон Фалкенщайн († 1351), губернатор на Люксембург, дъщеря на Герхард VI фон Бланкенхайм († 1348/1350), господар на Каселбург, и вилдграфиня Анна фон Кирбург († сл. 1353). Внук е на Куно II фон Болхен († ок. 1350/сл. 1380) и Йохана/Жанета фон Узелдинген († сл. 1357). Потомък е на Арнолд фон Оурен († сл. 1184) и на фон Гимних.

## Фамилия
Герхард фон Болхен-Узелдинген се жени 1391 г. за Мехтилд фон Кроненберг († 1410), дъщеря на Петер фон Кроненберг († 1414) и Мехтилд (Маргарета) фон Шьонфорст († 1389). Те имат една дъщеря:
- Ирмгард фон Болхен († сл. 1433), омъжена 1410 г. за Йохан III фон Родемахерн (* пр. 1417; † 1 октомври 1439)